# Modelo Galves-Löcherbach

Vizualização 3D do modelo de Galves-Löcherbach simulando os disparos de 4000 neurônios (4 camadas com uma população de neurônios inibitórios e uma população de neurônios excitatórios cada) em 180 intervalos de tempo.

O Modelo Galves-Löcherbach é um modelo com estocasticidade intrínseca para redes de neurônios, no qual a probabilidade de disparos futuros é dependente da evolução total do sistema desde o último disparo. Esse modelo de redes neurais foi desenvolvido pelos matemáticos Antonio Galves e Eva Löcherbach. No artigo original, de 2013, os autores chamaram o modelo de "sistema de cadeias estocásticas com memória de alcance variável interagindo entre si".

## História
Algumas inspirações do modelo são o sistema de partículas em interação de Frank Spitzer e a noção de cadeias estocásticas com memória de alcance variável de Jorma Rissanen. Outro trabalho que o influenciou inclui o estudo de Bruno Cessac com o modelo integra-e-dispara com vazamento, que por sua vez teve influência de Hédi Soula. Os próprios autores chamaram o processo apresentado por Cessac de "uma versão em dimensão finita" do modelo probabilístico.
Modelos anteriores de integra-e-dispara com características estocásticas necessitavam a inserção de um ruído para simular a estocasticidade. Esse modelo se destaca por ser inerentemente estocástisco, incorporando questões probabilísticas diretamente no cálculo dos disparos. Ele também é um modelo de implementação relativamente simples, do ponto de vista computacional, com uma boa relação entre custo e eficiência. É também um modelo não-markoviano, pois a probabilidade da ocorrência de um disparo de um neurônio dado depende da atividade acumulada do sistema desde o último disparo. 
Desenvolvimentos do modelo foram realizados, contemplando a noção de limites hidrodinâmicos do sistema de neurônios em interação, o comportamento de longo prazo e aspectos referentes à estabilidade do processo no sentido de prever e classificar diferentes comportamentos como uma função dos parâmetros, e a generalização do modelo para tempo contínuo.
O modelo Galves-Löcherbach foi a pesquisa angular no desenvolvimento do Centro de Pesquisa, Inovação e Difusão em Neuromatemática.

## Definição formal
O modelo supõe um conjunto enumerável de neurônios {\displaystyle I}, e modela sua evolução em instantes de tempo discretos {\displaystyle t\in \mathbb {Z} } por meio de uma cadeia estocástica {\displaystyle (X_{t})_{t\in \mathbb {Z} }} assumindo valores no espaço de estados {\displaystyle \{0,1\}^{I}}. Mais precisamente, para cada neurônio {\displaystyle i\in I} e instante de tempo {\displaystyle t\in \mathbb {Z} }, definimos {\displaystyle X_{t}(i)=1} se o neurônio {\displaystyle i} dispar no instante de {\displaystyle t}, e {\displaystyle X_{t}(i)=0} em caso contrário. A configuração do conjunto de neurônios, no instante de tempo {\displaystyle t\in \mathbb {Z} }, é então definida por {\displaystyle X_{t}=(X_{t}(i),i\in I)}. Para cada instante de tempo {\displaystyle t\in \mathbb {Z} }, definimos a sigma-álgebra {\displaystyle {\mathcal {F}}_{t}=\sigma (X_{s}(j),j\in I,s\leq t)}, representando o histórico da evolução da atividade deste conjunto de neurônios até o instante de tempo em questão {\displaystyle t}. A dinâmica da atividade deste conjunto de neurônios é definida do seguinte modo. Fixado o histórico {\displaystyle {\mathcal {F}}_{t-1}}, os neurônios disparam ou não no instante de tempo seguinte {\displaystyle t} independentemente uns dos outros, isto é, para cada subconjunto {\displaystyle F\subset I} finito e qualquer configuração {\displaystyle a_{i}\in \{0,1\},i\in F,} tem-se que
{\displaystyle \mathop {\mathrm {Prob} } (X_{t}(i)=a_{i},i\in I|{\mathcal {F}}_{t-1})=\prod _{i\in I}\mathop {\mathrm {Prob} } (X_{t}(i)=a_{i}|{\mathcal {F}}_{t-1})}.
Além disso, a probabilidade de um dado neurônio {\displaystyle i} disparar em um dado tempo {\displaystyle t}, de acordo com o modelo probabilístico, é dada pela fórmula
{\displaystyle \mathop {\mathrm {Prob} } (X_{t}(i)=1|{\mathcal {F}}_{t-1})=\phi _{i}{\Biggl (}\sum _{j\in I}W_{j\rightarrow i}\sum _{s=L_{t}^{i}}^{t-1}g_{j}(t-s)X_{s}(j),t-L_{t}^{i}{\Biggl )}},
sendo {\displaystyle W_{j\rightarrow i}} um peso sináptico que representa o aumento do potencial de ação do neurônio {\displaystyle i} devido ao disparo do neurônio {\displaystyle j}, {\displaystyle g_{j}} é uma função que modela o vazamento de potencial e {\displaystyle L_{t}^{i}} o momento de disparo mais recente do neurônio {\displaystyle i} antes do tempo em questão {\displaystyle t}, de acordo com a fórmula
{\displaystyle L_{t}^{i}={\text{sup}}\{s<t:X_{s}(i)=1\}}.
No instante {\displaystyle s} anterior a {\displaystyle t}, o neurônio {\displaystyle i} dispara, restaurando o potencial de ação ao valor inicial.